# La Cochette
La Cochette est une montagne du massif de la Chartreuse culminant à 1 618 m d'altitude et située à la limite des  communes de  Corbel, de Saint-Jean-de-Couz et de Entremont-le-Vieux en Savoie.

## Géographie
La Cochette fait partie du chaînon du mont Outheran. Le chaînon se prolonge vers le sud par son antécime sud, la pointe du Grand Crêt, et se termine à la pointe du Thivelet.
La crête rocheuse de la Cochette est formée par des calcaires du Fontanil.

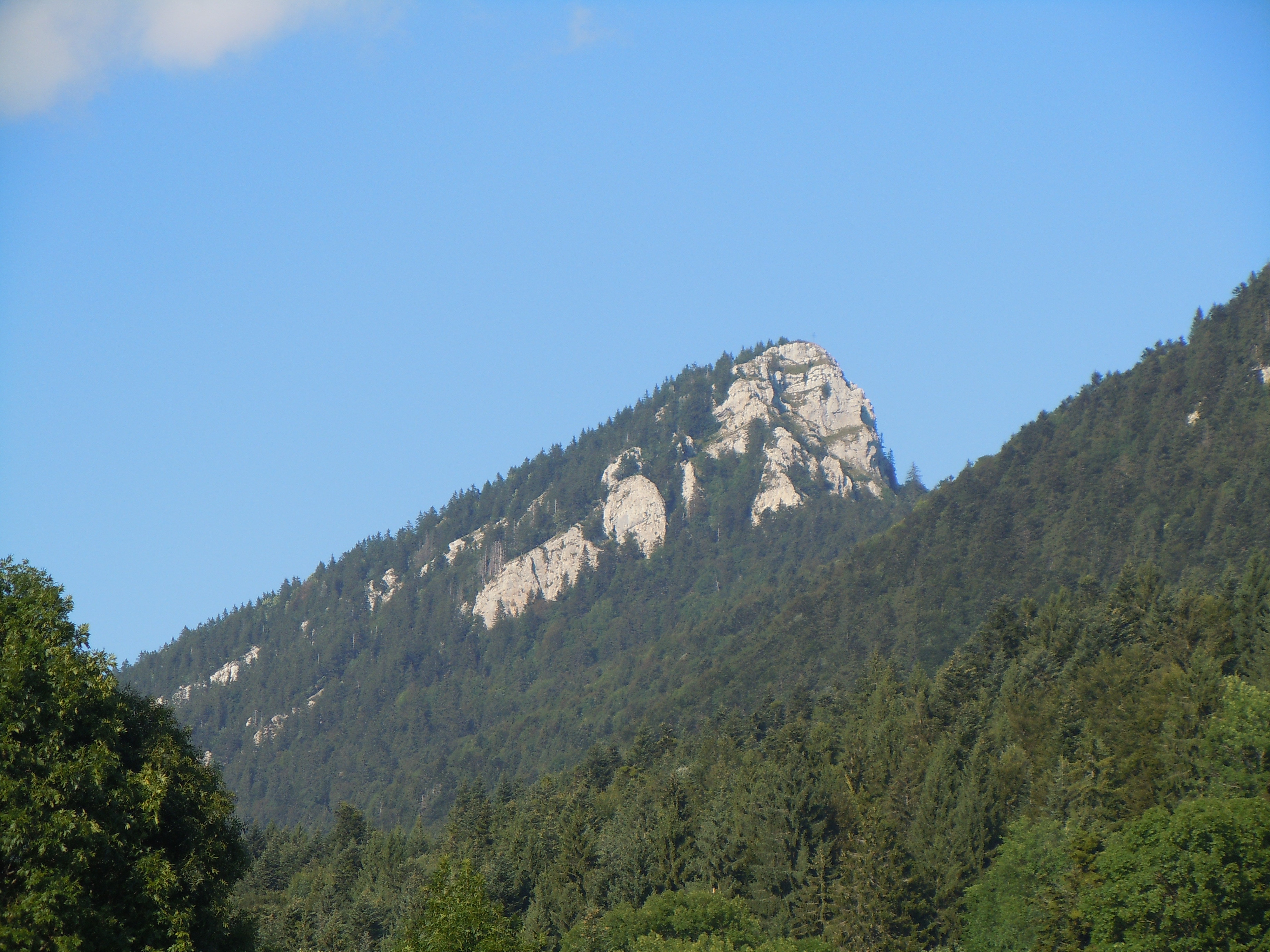
Vue de la Cochette depuis le col des Égaux
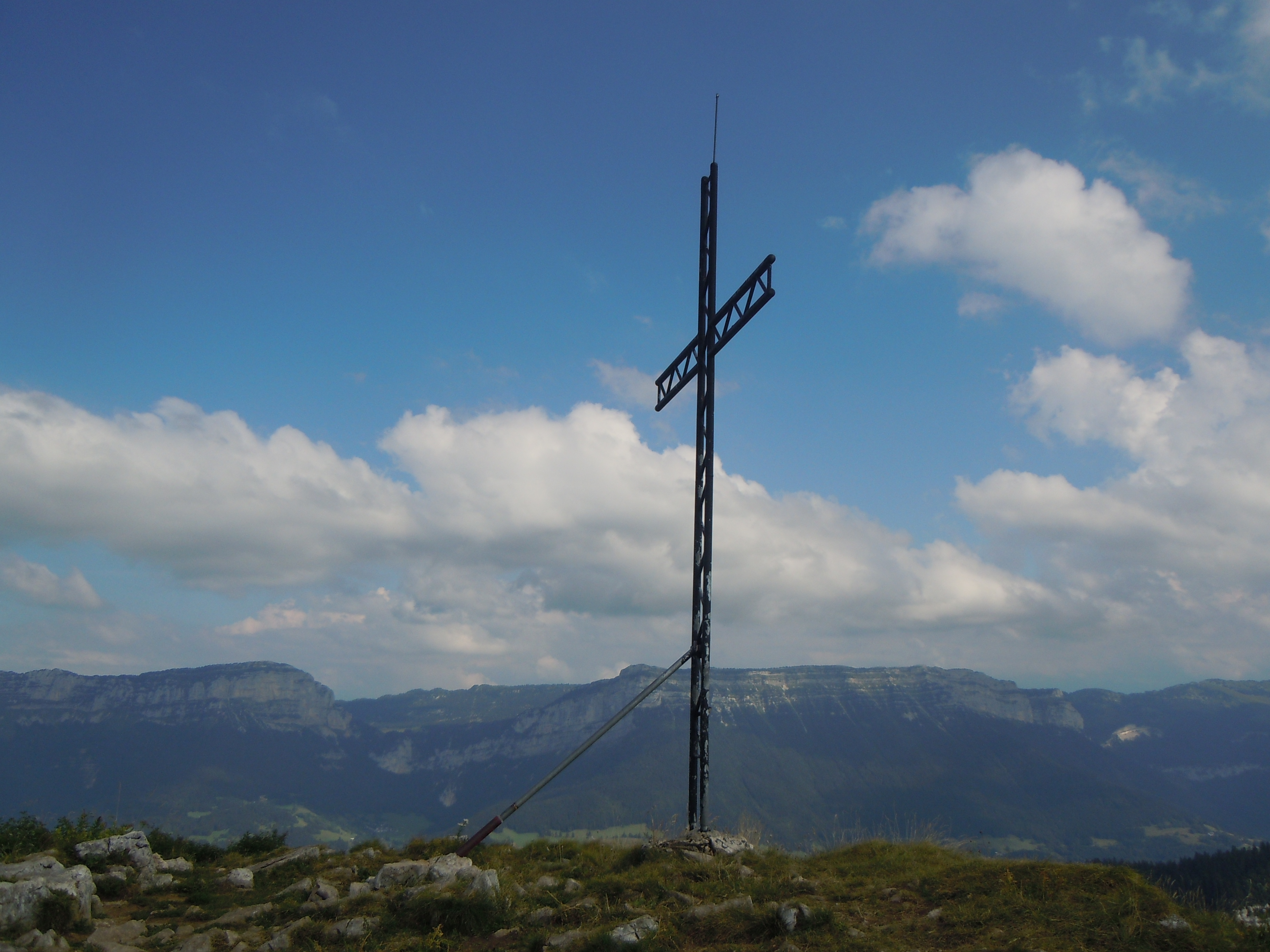
Croix sommitale.

## Accès
L'accès à la pointe de la Cochette passe par le col du Grapillon.

## Escalade

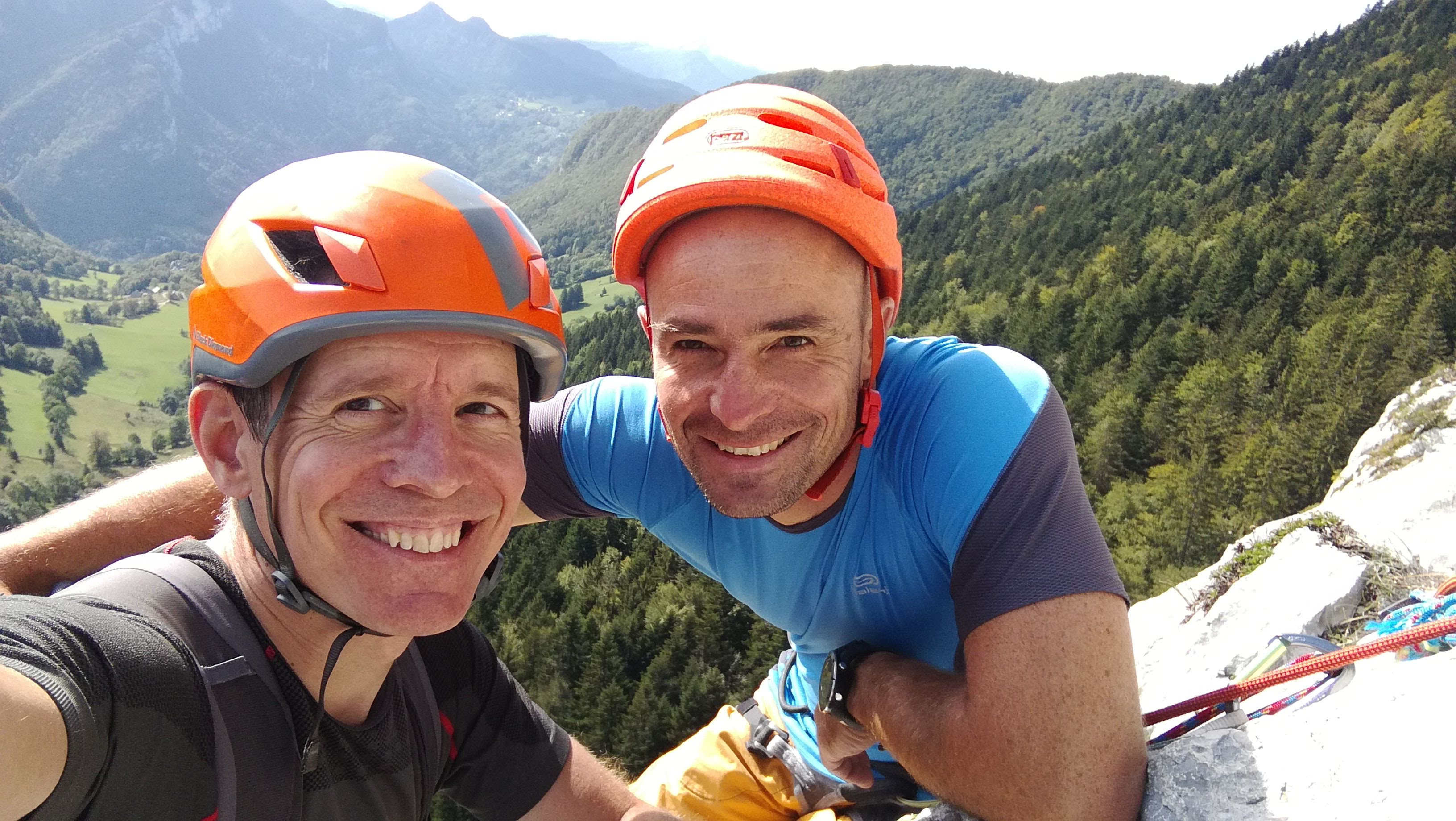
Bertrand Kuzbinski (à gauche) et Denis Revelière (à droite) le 28 septembre 2019 après avoir grimpé en speed climbing la voie P'tit Piton.

La Cochette est connue des grimpeurs pour ses grandes voies et son escalade en couenne. Elle fait également l'objet de speed climbing. Cette discipline consiste à grimper une voie d'escalade et d'en atteindre le sommet le plus vite possible.
Le record actuel connu est détenu par une cordée de deux grimpeurs, Denis Revelière et Bertrand Kuzbinski[source insuffisante], dans la voie P'tit Piton. Le 28 septembre 2019, ils ont tous deux réalisé les 4 longueurs totalisant environ 100 m d'ascension en 19 min 48 s 7[source insuffisante].

## Protection environnementale
La Cochette fait partie du parc naturel régional de Chartreuse et de la zone naturelle d'intérêt écologique, faunistique et floristique de type II du massif de la Chartreuse.